# Götzendorfer Spange
Koordinaten: 48° 1′ 37″ N, 16° 34′ 53″ O

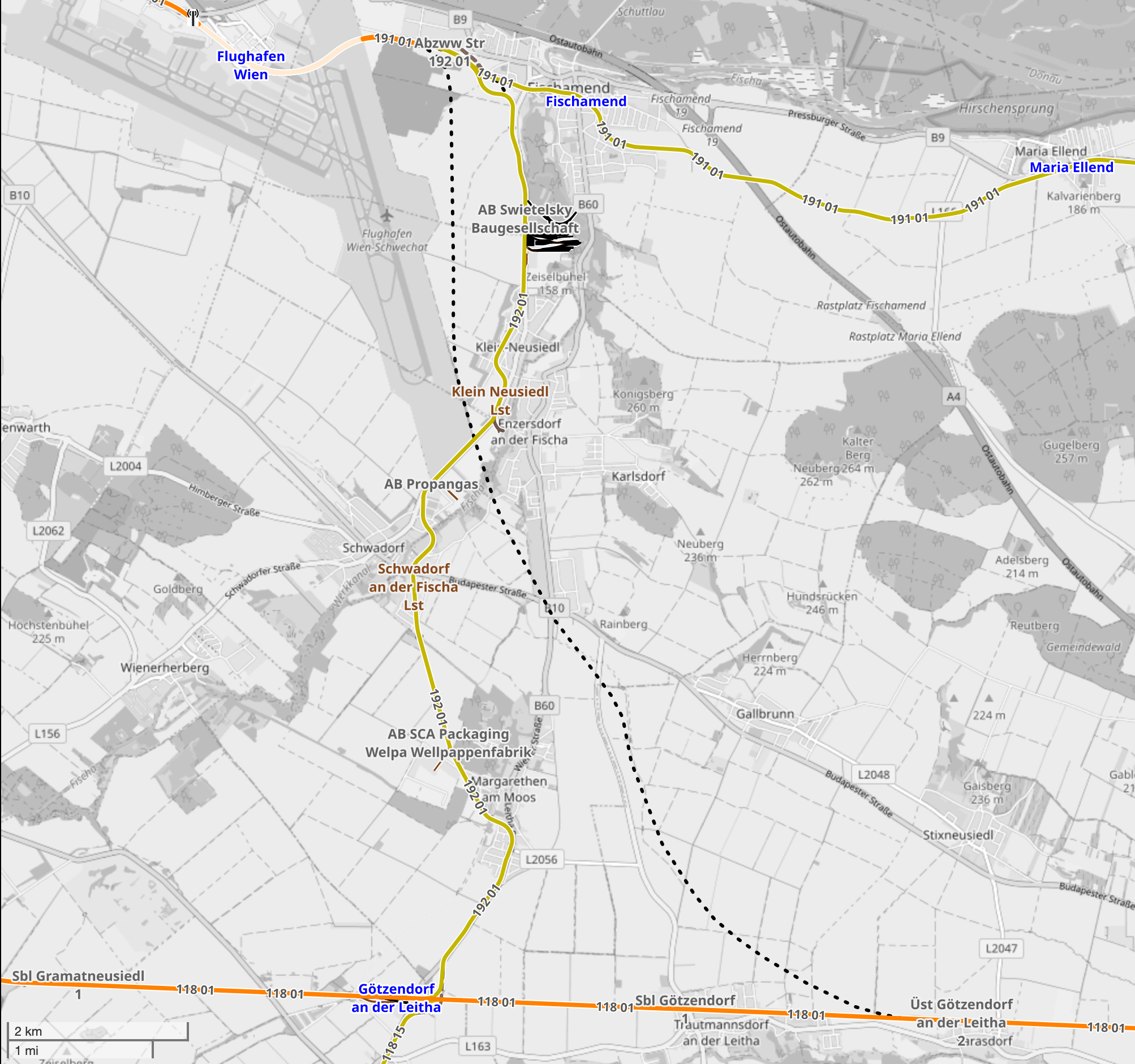
Übersichtskarte der geplanten Flughafenspange (2023)

Die Götzendorfer Spange war eine geplante Eisenbahnverbindung zwischen dem Flughafen Wien an der Pressburger Bahn und der Ostbahn. Seit 2015 wird das angepasste Projekt unter dem Namen Flughafenspange geführt.

## Ursprüngliche Planung

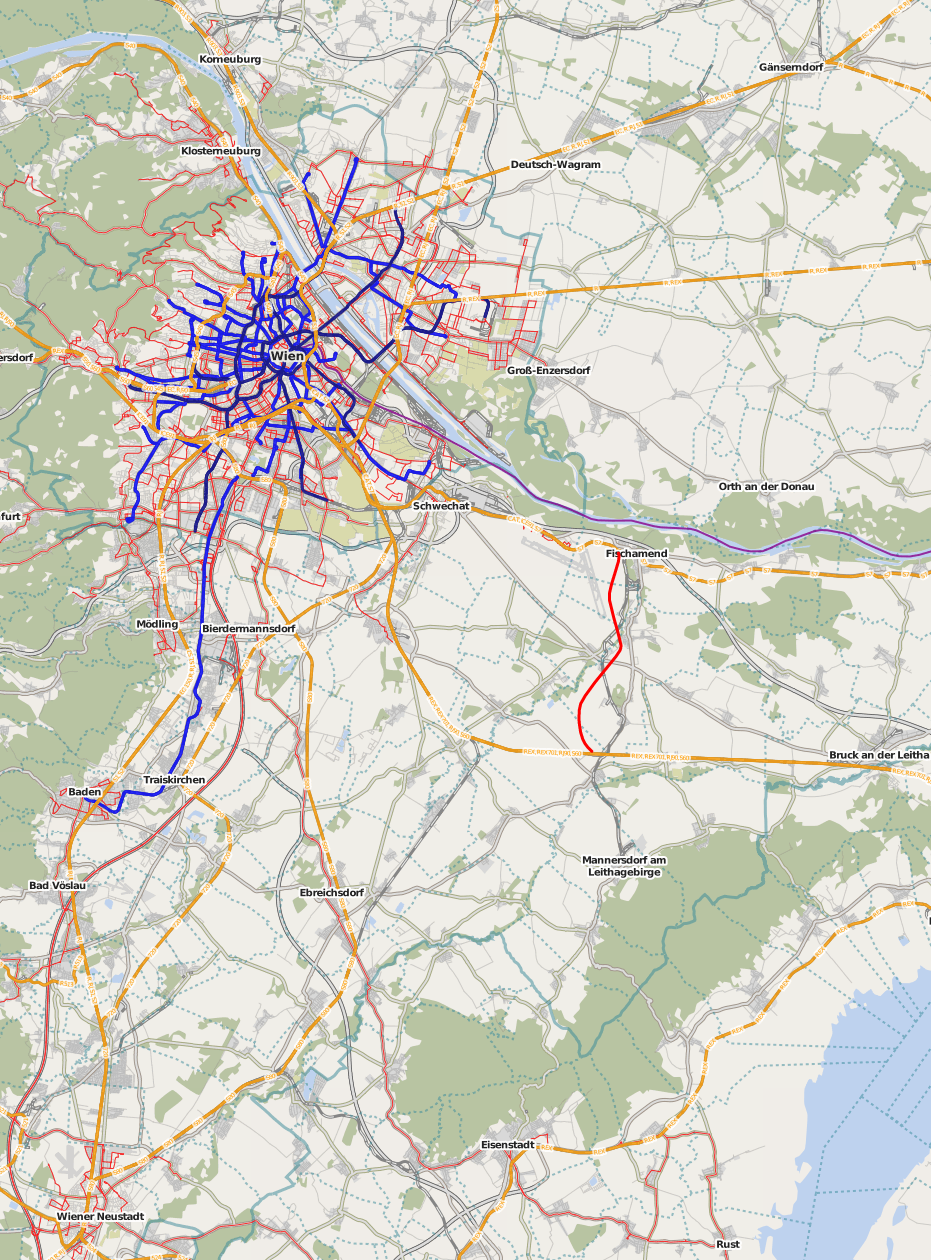
Übersichtskarte der geplanten Götzendorfer Spange (2015)

Die geplante Strecke der Götzendorfer Spange mit einer Länge von ca. 14 km sollte westlich von Fischamend von der bestehenden Trasse abzweigen und zwischen den Gemeindegebieten von Schwadorf und Enzersdorf an der Fischa führen, die Budapester Straße B10 kreuzen und schließlich bei Götzendorf in die Ostbahn münden. Damit sollte die Bahnverbindung von Wien nach Bratislava und Budapest ausgehend vom Hauptbahnhof Wien über den Bahnhof Flughafen Wien ermöglicht werden. Die Trasse sollte auf eine Geschwindigkeit von maximal 160 km/h ausgelegt werden.
Im ÖBB-Rahmenplan 2011–2016 war eine eingleisige Strecke mit Berücksichtigung eines späteren zweigleisigen Ausbaus enthalten. Bis 2011 wurde mit Gesamtkosten von rund 145 Mio. Euro und einem Baubeginn 2013 sowie der Inbetriebnahme 2016 gerechnet. Die Umweltverträglichkeitsprüfung wurde positiv abgeschlossen.
Planung und Umsetzung des Gesamtprojekts wurden von der ÖBB-Infrastruktur AG sowie dem Amt der Niederösterreichischen Landesregierung vorbereitet. Die Budgetkonsolidierung des Staates im Jahr 2012, die bei den ÖBB sehr beträchtliche Einsparungen erforderlich werden ließ, machte die Götzendorfer Spange auf absehbare Zeit nicht finanzierbar.
Für das Projekt gab es Absichtserklärungen des Bundes sowie der Länder Wien und Niederösterreich; es sollte im Rahmen der Transeuropäische-Netze-Kofinanzierung mit Gemeinschaftszuschüssen für das transeuropäische Verkehrsnetz von der Europäischen Union gefördert werden. Parallel zur Bahn verlaufend sollte eine neue Landesstraße B60 errichtet werden, die der Verkehrsentlastung der Ortsgebiete von Fischamend, Klein-Neusiedl, Enzersdorf an der Fischa, Schwadorf und Margarethen am Moos dient.

## Neuplanung
Im April 2015 wurde bekanntgegeben, dass die Götzendorfer Spange nicht mehr verfolgt wird und stattdessen eine Trasse entlang der Ost Autobahn A4 über Bruck an der Leitha in Betracht gezogen wird. Sie soll für eine Höchstgeschwindigkeit von 250 km/h ausgelegt sein. Von 2019 bis 2021 fand ein Trassenauswahlverfahren mit Beteiligung der Anliegergemeinden und Interessensvertreter statt.
Das Projekt wird mit neuer Trasse unter dem Namen Flughafenspange geführt. Unmittelbar nach dem Flughafen-Tunnel soll die zu bauende Strecke nach Süden abzweigen und östlich des Flughafens verlaufen. Bei Enzersdorf an der Fischa wird sie in einem Tunnel die Bahnstrecke Fischamend–Mannersdorf und die Fischa unterqueren. Im anschließenden Trogbauwerk entsteht der Regionalbahnhof Enzersdorf an der Fischa in Tieflage. Weiter in südöstlicher Richtung folgend trifft sie westlich von Sarasdorf auf die Ostbahn, überquert das Richtungsgleis Hegyeshalom–Wien und verläuft anschließend mittig zwischen den beiden Gleisen der Ostbahn bis nach Bruck an der Leitha.